# What Happened to the Heart?
What Happened to the Heart? è il quinto album in studio della cantautrice e produttrice discografica norvegese Aurora, in uscita il 7 giugno 2024 su Decca, Glassnote e Petroleum Records. Scritto e registrato tra Norvegia, Germania, Regno Unito e Stati Uniti, Aurora ha lavorato con Ane Brun, Matias Tellez, Tom Rowlands, Chris Greatti, Dave Hamelin e Magnus Skylstad alla sua produzione.
Aurora ha iniziato a lavorare su What Happened to the Heart? durante un tour promozionale di The Gods We Can Touch, e ha concepito l'album come un processo catartico. È stato preceduto dall'uscita di tre singoli, Your Blood, The Conflict of the Mind e Some Type of Skin, oltre al singolo promozionale To Be Alright. Per promuovere l'album, Aurora intraprenderà un tour di concerti da headliner europeo e americano tra giugno e dicembre 2024.

## Composizione
Aurora ha affermato che il suono dell'album è molto diverso dalle canzoni pubblicate in precedenza. In Some Type of Skin, "affina" il suo caratteristico suono pop alternativo, oltre a introdurre synth-pop ed elementi di elettropop.

## Tracce
1. Echo of My Shadow – 4:05
2. To Be Alright – 4:06 (Aurora Aksnes, Matias Tellez)
3. Your Blood – 4:07 (Aksnes, Chris Greatti)
4. The Conflict of the Mind – 4:15 (Aksnes Greatti)
5. Some Type of Skin – 3:11 (Aksnes Greatti)
6. The Essence – 3:10
7. Earthly Delights – 3:21
8. When the Dark Dresses Lightly – 3:35
9. A Soul with No King – 4:24
10. Dreams – 4:24
11. My Name (feat. Ane Brun) – 3:20
12. Do You Feel – 3:02
13. Starvation – 3:28
14. The Blade – 4:33
15. My Body Is Not Mine – 4:01
16. Invisible Wounds – 4:59